# Paranerita garleppi
Paranerita garleppi là một loài bướm đêm thuộc phân họ Arctiinae, họ Erebidae.